# Linia kolejowa Vranovice – Pohořelice
Linia kolejowa Vranovice – Pohořelice (Linia kolejowa nr 253 (Czechy)) – jednotorowa, niezelektryfikowana linia kolejowa o znaczeniu regionalnym w Czechach. Łączy Vranovice z Pohořelicami. Przebiega w całości przez terytorium Kraju południowomorawskiego.